# Дом-музей Исмаила Гаспринского
Мемориальный музей Исмаила Гаспринского — дом-музей Исмаил-бея Гаспринского в Бахчисарае. Открыт в 1921 году. Здание музея признано объектом культурного наследия народов России регионального значения и охраняется государством.
Музей является единственным в своём роде учреждением, также именем Гаспринского названы республиканская крымскотатарская библиотека, улицы и школа. Музей — часть государственного историко-культурного заповедника.

## История

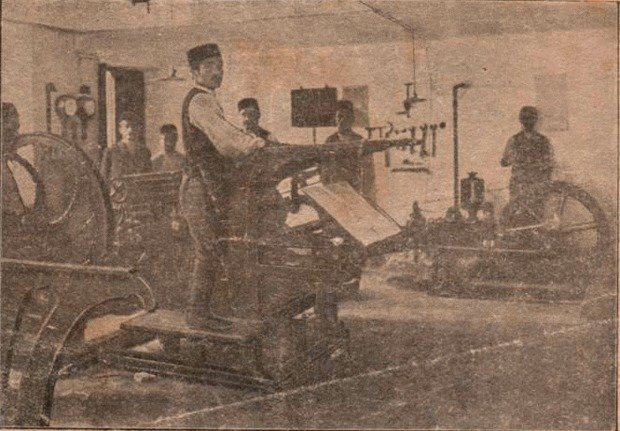
Типография газеты «Терджиман». 1907 год. Фотография из газеты «Миллет» бесплатного приложения к газете «Переводчик-Терджиман»

Исмаил Гаспринский — крымскотатарский просветитель, писатель, педагог, культурный и общественно-политический деятель. Исмаил Гаспринский был известен как пропагандист современных идей среди крымских татар, модернизатор их традиционной исламской культуры, пантюркист. В 1879  году он взялся за создание газеты.
22 июня 1882 года Гаспринскому в соответствии с положением о праве торговли и промыслов для типографских заведений выдан билет купца второй гильдии № 345 на право открытия им типографии. 8 августа 1882 года он получил свидетельство о разрешении иметь типографию. Типография: помещение одно, в собственном доме в приходе Салачик.
1885 года типография Гаспринского в Салачике сгорела. Новое здание для типографии было построено в 1890—1891 годах. В 1914-м типография превращается в «Торговый дом. Гаспринский и Сын». Сначала тираж газеты был небольшим, но он рос и постепенно «Терджиман» превратился из еженедельника на ежедневную газету. Кроме того Гаспринский привлекал новых читателей, ежегодно отправляя подписчикам в подарок книги, которые издавали в его бахчисарайской типографии. Последний номер «Терджимана» вышел 23 февраля 1918 года, когда войска Севастопольского совета уже заняли Бахчисарай.

## Музей
Музей был торжественно открыт 21 марта 1921 года, благодаря трудам директора Бахчисарайского музея Усеина Боданинского. Эта дата была 70-летием со дня рождения писателя, который умер в 1914, на 63 году жизни.
В 1932 году музей был закрыт советской властью, большинство экспонатов было утрачено. Реставрация типографии началась только в украинский период истории Крыма, в 2000 году. 21 марта 2001, в честь 150-летия издателя, музей вновь был открыт. Экспозиция музея — это семейные фотографии, документы, награды, книги, учебники и мемориальные вещи, богатое собрание  литературных источников, к которым приложили руку сотрудники типографии газеты «Терджиман». Восстановлен рабочий кабинет Гаспринского с мебелью XIX века. Из личных вещей — трость, подаренная к 25-му юбилею газеты и ордена — османский Орден Меджида IV степени и персидский Орден Льва и Солнца III степени.
Рядом восстановлен сад, в котором цветут розы и растет шелковица. Исмаил Гаспринский похоронен неподалеку — рядом с Зынджирлы-медресе. Уничтоженную могилу также нашли и восстановили.